# Ислам в Венгрии
Ислам в Венгрии имеет долгую историю, которая восходит к XII веку. Во времена Османской Венгрии влияние мусульман возросло. В старовенгерском языке мусульман называли бёсёрмень. Этот термин сохранился и как фамилия, и как часть в названии города Хайдубёсёрмень.

## Раннее Средневековье
Первым исламским автором, упоминавшим мусульманскую общину Венгрии, был Якут аль-Хамави (1179—1229), который писал о венгерском студенте, учившимся в Алеппо. По словам студента, в Венгрии было 30 мусульманских деревень. Испанский путешественник Абу Хамид аль-Гарнати писал о двух мусульманских общинах Венгрии: бёсёрмены и волжские булгары.
В XI веке были введены дискриминационные законы, которые привели к исчезновению общины.

## Османская Венгрия

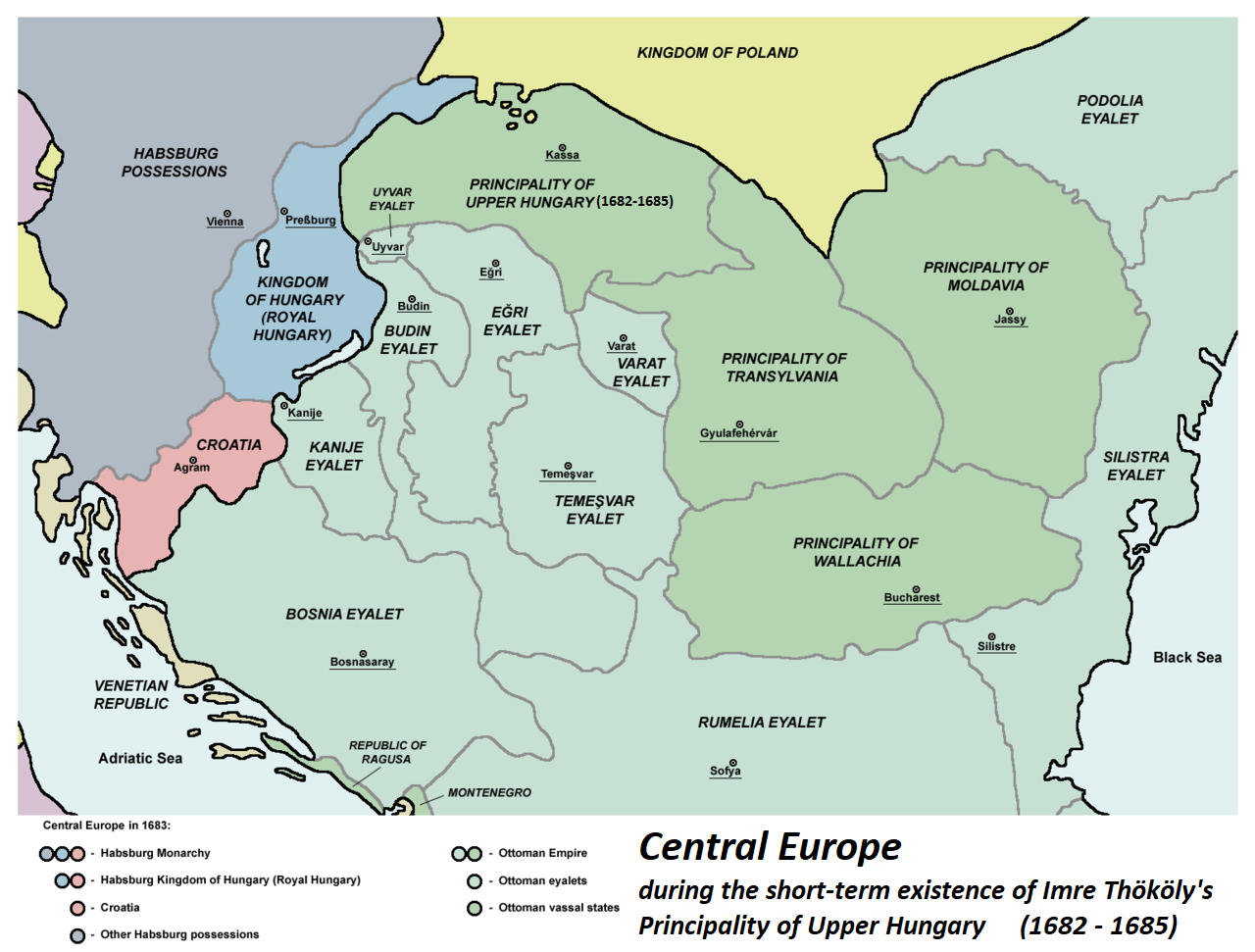
Венгрия в 1683 г.

После поражения объединённого венгро-чешско-хорватского войска в битве при Мохаче в 29 августа 1526 года большая часть венгерских земель попала под власть Османской империи. С 1541 турки начали контролировать Центральную Венгрию, где они организовали пять эялетов (Буда, Канижа, Темешвар, Эгер, Варад).
На месте покорённых османами венгерских земель образовалась новая область — Османская Венгрия, существовавшая в 1526—1699 годах. Венгерское крестьянство юго-востока страны первоначально отнеслось к приходу турок как к освобождению от засилья местных феодалов, обложивших их непосильными поборами. Стремясь привлечь венгерских крестьян на свою сторону, турки либерализовали многие сферы жизни венгерского крестьянства. В отличие от кровавых распрей между католиками и протестантами Европы того времени, турки не запрещали ни одну из религий, хотя переход в ислам всячески поощрялся.
Воспользовавшись хаосом послевоенных лет и зарождением нового мусульманского сообщества, многие простые венгры, принявшие ислам (мадьярабы), сумели подняться по карьерной лестнице военных сословий Османской империи. Жители северных венгерских земель оказывали туркам большее сопротивление, создавая отряды гайдуков. Многие также бежали в соседние словацкие земли к северу. После неудавшейся осады Вены австрийские немцы приступают к более решительным действиям против турок, начинается постепенная «реконкиста» Балканского полуострова. После Мохачской битвы европейские нации начали предпринимать попытки объединения с целью противостояния угрозе исламизации Европы. Эта стратегия принесла первый успех в битве при Лепанто в 1571 году. Кроме того, несмотря на свой начальный успех, именно в Венгрии турки впервые столкнулись с западно-европейской социально-политической структурой, которая имела сильное немецкое влияние и уже существенно отличалась от ориентализированных греко-славянских государств балканского региона, с такой лёгкостью покорённых турками.
Из-за удалённости Венгрии турецкая оккупация не привела к радикальной смене национального, религиозного и языкового состава населения, однако со временем ряд сдвигов в религиозном плане приняли ощутимый характер. Мусульмане, около 80 тыс. человек, преимущественно военные наёмники южнославянского происхождения, расселились в основном в крупных городах Венгрии, под защитой крепостных стен. Каждый город имел как мусульманский квартал, примыкающий к мечети, так и христианский район, примыкающий к церкви. Христианство не было запрещено и не преследовалось, так как турки не хотели вызвать гнев местного населения, но христианская церковь была оставлена без средств к существованию. Oна была лишена финансовой поддержки государства, а христианские подданные империи (райя) были обязаны выплачивать особый налог (джизья), отнимающий средства, ранее предоставляемые церковной десятине. Многие крупные городские церкви были переделаны в мечети, а к ним пристроены минареты. Так как мусульмане составили основу нового правящего класса и владели значительным имуществом, они опасались нападений со стороны гайдуков, передвигались они от города к городу только под защитой военных конвоев. Сельские регионы Венгрии, равно как и всё сельское хозяйство (в первую очередь растениеводство) на Балканах, при турках пришли в упадок из-за миграционных процессов, военных действий, партизанской активности и крайней неэффективности местного самоуправления, страдавшего от хронического взяточничества. Отгонное животноводство, занятие которое древние венгры переняли у тюрок ещё до прихода в Центральную Европу, наоборот, возродилось. Но крупные городские поселения получили при этом стимул к развитию, став сосредоточением новых восточных влияний. В XVII веке в османской Венгрии появилось 165 основных (мектепы) и 77 средних и высших теологических школ (медресе) в 39 городских поселениях Венгрии. В школах обучали письму, арифметике, чтению Корана и молитве. Турки также возводили турецкие бани, мечети и фонтаны. Большинство из них было уничтожено австрийскими Габсбургами в ходе Балканской «реконкисты». Лишь немногие памятники дошли до наших дней.
Ввиду гибели или миграции значительной части венгерского дворянства и крупных землевладельцев, ряд простых венгров воспользовалось новыми возможностями, предоставленными турецким военно-административным аппаратом, перешли в ислам, поступили на службу к султану и получили значительные возможности местного самоуправления. Некоторые из них (мадьярабы) переселились или же были переселены в другие районы империи, став частью турецкого этноса. Многие пленные венгры были проданы в рабство в Румелии и Анатолии.

## Современность

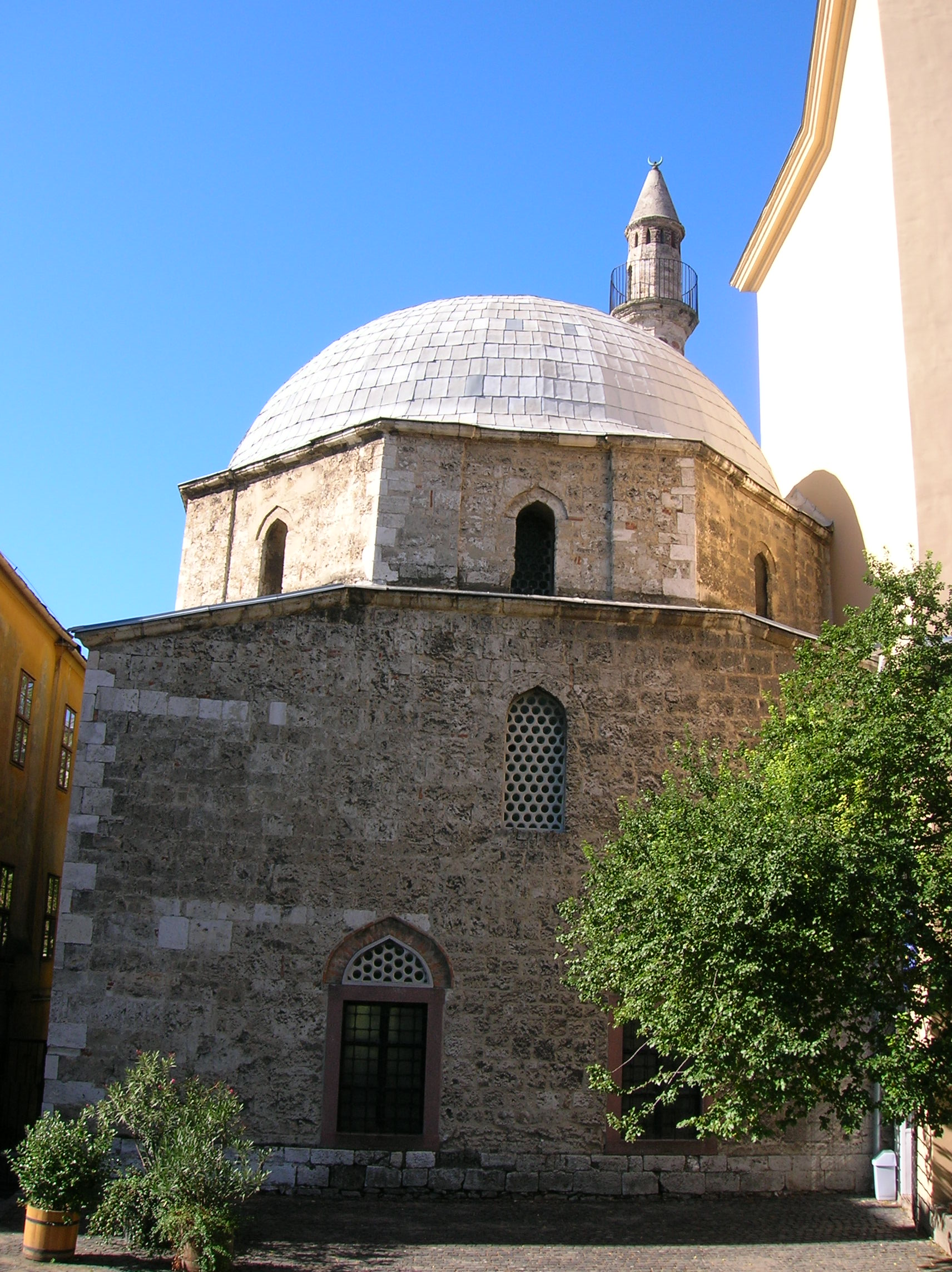
Мечеть Хасан Паши в Пече

Согласно переписи населения 2001 г в Венгрии проживало 3201 мусульман, что составляло 0,03 % населения . Лидер исламской общины Венгрии Золтан Болек оценивал численность мусульман в 2004 году около 20 000 (0,2 % от общей численности населения).
В 2011 г. был принят «О праве на свободу вероисповедания и совести, о правовом статусе Церквей, религиозных конфессий и религиозных организаций», который юридически признал только 14 Церквей и религиозных общин. Для религиозных общин, которые ещё не получили никакого признания, новый закон регулировал особый порядок получения полного правового статуса. В конце февраля 2013 года Конституционный суд Венгрии отменил отдельные положения закона о предоставлении церквям официального статуса и поручил парламенту Венгрии выработать новые правила регистрации религиозных организаций.
В мае 2013 г. в мечети Хасан Паши города Печ состоялась выставка венгерского художника Цегледи Лайош, посвященная столпам исламской веры.